# 앨리스 쿠퍼
앨리스 쿠퍼(영어: Alice Cooper, 1948년 2월 4일 ~ )는 미국의 가수, 배우이다. 거친 목소리와 폭약, 절단기, 전기의자, 가짜 피, 파충류, 아기 인형, 듀링 검 등 수많은 소품들이 등장하는 무대쇼로 쿠퍼는 음악 저널리스트와 동료들로부터 "쇼크 록의 대부"로 평가받고 있다. 그는 공포 영화, 보드빌], 그리고 개러지 록에서 똑같이 이끌어 관객들에게 충격을 주기 위해 고안된 마카브르와 연극적인 브랜드의 록을 개척했다.
1964년 애리조나주 피닉스에서 창단된 "앨리스 쿠퍼"는 원래는 이어위그스 1964라고 불리는 밴드로, 보컬과 하모니카의 퍼니어, 리드 기타의 글렌 벅스턴, 베이스 기타와 백 보컬의 데니스 더너웨이로 구성되어 있었다. 1966년까지 리듬 기타의 마이클 브루스가 3인방에 합류했고 닐 스미스는 1967년에 드럼에 추가되었다. 이 다섯 명은 밴드를 '앨리스 쿠퍼'로 명명하고 1969년 제한된 차트 성공과 함께 데뷔 음반을 발표했다. 밴드는 1973년 여섯 번째 스튜디오 음반인 《Billion Dollar Babies》로 최고의 상업적인 정점에 도달했다. 그들은 1975년에 해체되었고 퍼니어는 밴드의 이름을 그의 법적 이름과 예명으로 채택하여 1975년 콘셉트 음반 《Welcome to My Nightmare》로 솔로 활동을 시작했다.

## 음반 목록
| 밴드 - Pretties for You (1969) - Easy Action (1970) - Love It to Death (1971) - Killer (1971) - School's Out (1972) - Billion Dollar Babies (1973) - Muscle of Love (1973) | 솔로 - Welcome to My Nightmare (1975) - Alice Cooper Goes to Hell (1976) - Lace and Whiskey (1977) - From the Inside (1978) - Flush the Fashion (1980) - Special Forces (1981) - Zipper Catches Skin (1982) - DaDa (1983) - Constrictor (1986) - Raise Your Fist and Yell (1987) - Trash (1989) - Hey Stoopid (1991) - The Last Temptation (1994) - Brutal Planet (2000) - Dragontown (2001) - The Eyes of Alice Cooper (2003) - Dirty Diamonds (2005) - Along Came a Spider (2008) - Welcome 2 My Nightmare (2011) - Paranormal (2017) - Detroit Stories (2021) - Road (2023) |

## 영상 목록

### 영화
- 미친 주부의 일기 (1970) - 본인 역
- 프린스 오브 다크니스 (1987)
- 나이트메어 6: 프레디 죽다 (1991)
- 웨인즈 월드 (1992) - 본인 역
- 메탈 - 헤드벵어의 여정 (2005) - 다큐멘터리
- 선셋 스트립 (2012) - 다큐멘터리
- 다크 섀도우 (2012) - 본인 역
- 라이브프롬 애스트로터프: 앨리스 쿠퍼 (2019, Live from the Astroturf, Alice Cooper) - 다큐멘터리

### 텔레비전
- 탐정 몽크 (2006) - 본인 역
- 지미 키멀 라이브! (2016-17) - 초대 손님